# Ходжа-Обигарм
Ходжа-Обигарм (Ходжа-Оби-Гарм, Хаджа-Оби-Гарм, тадж. Хоҷа Оби Гарм) — село и наиболее известный бальнеологический (бальнеоклиматический) курорт пустынной зоны в Таджикистане, в джамоате Варзобкала в Варзобском районе. Расположен на высоте 1740—1960 м над уровнем моря, на южных склонах Гиссарского хребта, в Гиссарской долине, на правом берегу Варзоба, у узком ущелье реки Ходжа-Обигарм, в 14 км к северу от административного центра района Варзоба, в 3 км к западу от Гушари и в 48 км к северу от Душанбе.
Был одним из наиболее известных бальнеологических курортов в СССР. Курорт расположен между двумя горными речками на пересечённом плато. Климат высокогорный. Лето жаркое; средняя температура июля 24 °C. Зима мягкая; средняя температура января минус 2 °C. Среднее количество осадков 1430 мм в год.
Слабоминерализованные азотные кремнистые термальные (температурой от 65 до 95 °C) слаборадиоактивные воды с содержанием радона от 0,3 до 6,4 нКи/л, с большим содержанием кремниевой кислоты применяются в охлажденном виде для радоновых ванн, душей, промываний кишечника, других бальнеопроцедур и питьевого лечения. Для лечения также используется иловая грязь из озера Аксукон. На поверхность земли свободно выходит естественный термальный пар, содержащий радон и торон (радон-220). Лечение паром осуществляют в виде местных и общих паровых ванн и ингаляций. Оздоровительное воздействие санитарно-курортных и климатогеографических факторов здравницы «Ходжа-Обигарм» на состояние здоровья людей доказал Абдумаджид Мусаевич Пулатов.
Здравница «Ходжа-Обигарм» открыта в 1934 году. На курорте функционируют санаторий и его филиал, расположенный в долине реки Варзоб в 12 км от Ходжа-Обигарм, курортная поликлиника, ванные здания, грязелечебница. Лечение паром проводится в специальном пароэманатории. В санатории лечат сердечно-сосудистые заболевания, опорно-двигательного аппарата, органов пищеварения, периферической нервной системы, женских половых органов, почек и мочевыводящих путей, кожи.